# Василий Суриков (теплоход, проект Q-040A)
«Василий Суриков» — первый четырёхпалубный речной пассажирский теплоход проекта Q-040A, построенный на верфи Österreichische Schiffswerften AG города Корнойбург в Австрии в 1975 г.  Модернизирован в 90-е годы. Эксплуатируется на Волге по маршруту Москва – Санкт-Петербург – Москва. Назван в честь великого русского живописца Василия Сурикова. Судном-близнецом является Илья Репин.

## История судна
Судно построено на верфи Österreichische Schiffswerften AG города Корнойбург в Австрии в 1974 году по включающему только два судна проекту Q-040A.  
Эксплуатируется ОАО "Мосурфлот" по Волге, Волго-Балту и Неве по маршрутам Санкт-Петербург – Москва, Москва – Санкт-Петербург.
На теплоходе снимался сериал «Воронины».

## На борту
Для размещения пассажиров на судне имеется оборудованные индивидуальными санитарными блоками (душ, туалет, умывальник), холодильниками и кондиционерами 2- и 3-местные каюты, а также 6 (впоследствии две сломали для расширения бара на третьей палубе, осталось 4) кают класса Полулюкс. 
Ресторан, бар с танцевальным залом, киноконцертный зал.

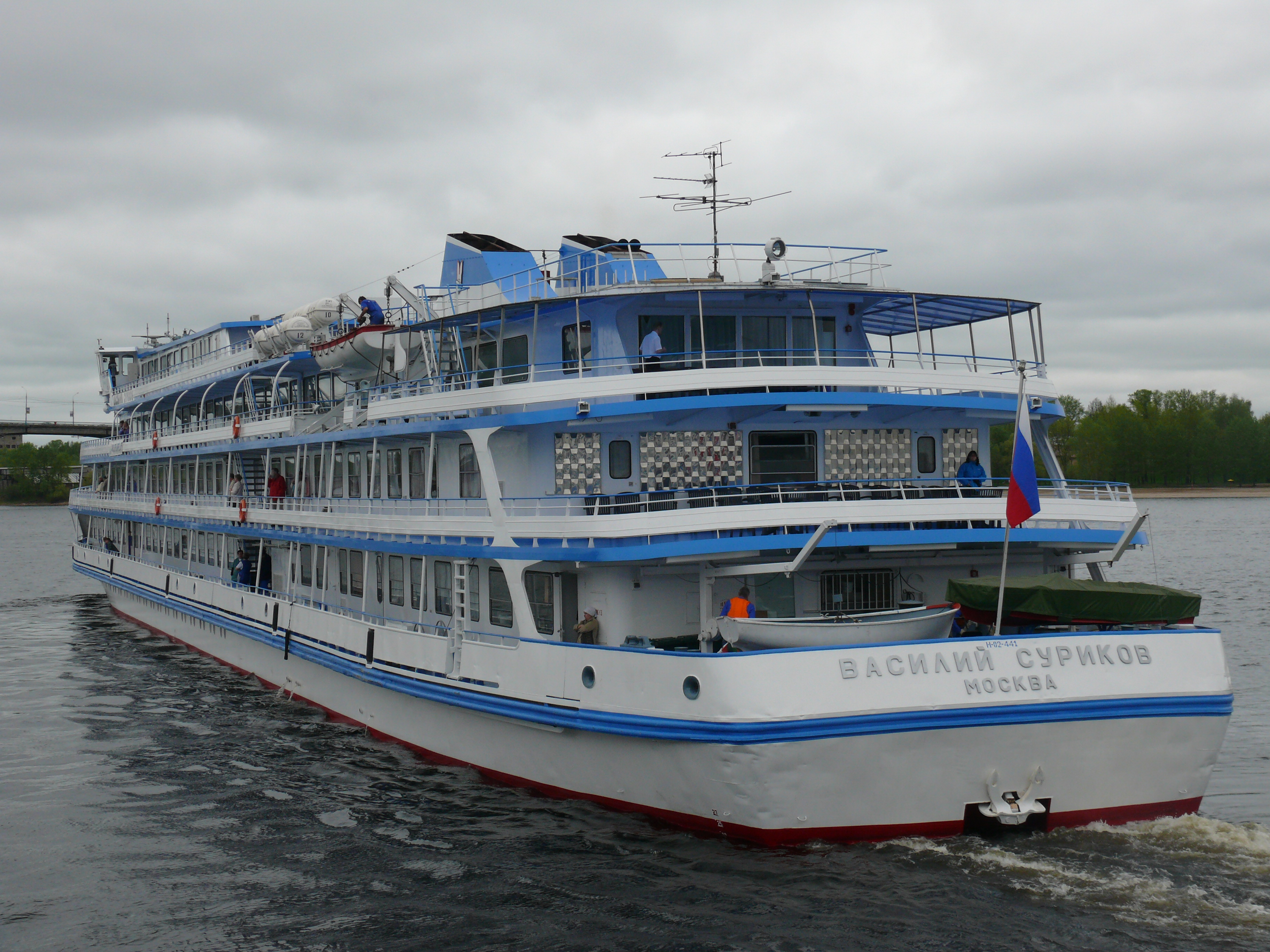